# Neînceperea urmăririi penale
Neînceperea urmăririi penale (prescurtat NUP) este una dintre soluțiile pe care o poate da un procuror care instrumentează un dosar penal. Alte soluții pot fi scoaterea de sub urmărire penală, încetarea urmăririi penale, clasarea sau trimiterea în judecată. 
Procurorul dispune soluțiile de netrimitere în judecată prin rezoluție sau ordonanță. Trimiterea în judecată se dispune prin rechizitoriu.
În instrumentarea unui dosar penal există o etapă a prealabilă urmăririi penale și urmărirea penală propriu zisă.